# Sveinbjörn Egilsson
Sveinbjörn Egilsson (født 6. marts 1791, død 17. august 1852) var en islandsk teolog, klassicist, lærer, oversætter og poet.

## Liv og gerning
Faderen, der var en bonde, ville, at hans opvakte søn skulle have en lærd uddannelse, og han fik ham derfor i huset hos daværende overretsdommer Magnus Stephensen, en kendt patriot og politiker. Efter at være privat dimitteret i 1810, opholdt Egilsson sig endnu 4 år hos sin "fosterfader", idet krigsforholdene forhindrede ham fra at rejse
til København før 1814, hvor han i 1814 blev indskrevet ved Københavns Universitet og her i 1819 underkastede han sig teologisk embedseksamen. Da netop samtidig en adjunktplads ved Bessastaðir Latinskole var ledig, søgte han denne og fik stillingen og afrejste endnu samme år til Island.
Men de måneder, der forløb mellem hans embedseksamen og afrejsen, anvendte han til flittigt studium af de nordiske oldskrifter, særlig til afskrivning af flere af de vigtigste skindbøger, i det han tidlig havde følt sig tiltrukket af studiet af nordisk filologi. Sine afskrifter forøgede han i de følgende år ved bidrag fra herværende venner og disciple.
Allerede samtidig med sin forberedelse hertil havde han deltaget i udgivelsen af det gamle vigtige sagaværk "Sturlungasaga", det islandske litterære selskabs første publikation. Det var Egilssons første beskæftigelse med Islands gamle litteratur.
I 1822 ægtede han Helga Grøndal, en datter af overretsassessor Benedikt Grøndal, i hvilket ægteskab en talrig børneflok fødtes. I de første år boede ægteparret på selve skolegården, fra 1835 derimod på den nærliggende gård Eyvindarstaðir, som han havde købt. Han var en overordentlig velvillig og ualmindelig samvittighedsfuld lærer: til brug for undervisningen udarbejdede han, da passende lærebøger savnedes, en sammenhængende skriftlig fremstilling, der forelæstes for disciplene, og til alt, hvad han læste over i de gamle sprog, havde han udarbejdet skriftlig oversættelse. Disse oversættelser, af hvilke prosaiske af Odysseen og Iliaden foreligge trykte (henholdsvis i skoleprogrammer 1829-40 og i hans efterladte skrifters 1. bind), fandt megen påskønnelse, og han vandt ved dem og andre arbejder, således partier af en islandsk bibeloversættelse, ry som en ualmindelig stilist, fremragende ved rent sprog og smagfuld behandling af modersmålet.
I 1843 var han blevet kreeret dr.theol. af Breslau Universitet.
Da det i 1845 blev beslutter, at flytte skolen fra Bessastaðir til den omkring 1½ mil der fra liggende købstad Reykjavik, og da en ny skoleplan samtidig skulle gennemføres, ønskede den hidtilværende rektor at trække sig tilbage, og Egilsson fik da anmodning om at rejse ned til Danmark for at sætte sig ind i skoleforholdene her og eventuelt overtage det ledige rektorat. Således kom han til at tilbringe vinteren 1845-46 i København. I 1846 blev han udnævnt til rektor ved latinskolen i Reykjavik, hvilken stilling han indehavde de følgende 5 år, men for hvilken hans personlighed næppe fuldt ud har egnet sig. I begyndelsen af 1850 kom det endog til skoleoptøjer, nærmest foranledigede ved tidens frihedsrørelser, der bragte de unge til i nogle administrative foranstaltninger at se utålelige indgreb i den personlige frihed. En formelig opstand fra disciplenes (elevernes) side havde sin grund i, at han ville tvinge dem alle ind i en afholdsforening. Foranlediget herved rejste han, da der tillige angående sagens behandling herskede meningsforskel mellem ham og stiftsøvrigheden, på ny til København; han vendte vel tilbage og overtog skolens ledelse endnu et år, men havde dog samtidig søgt sin afsked, som bevilgedes ham fra sommeren 1851.

## Oversætter
For sine disciple oversatte han en mængde forfattere, heraf blev hans prosaoversættelser af Homer trykte; de er mesterlige, både som oversættelser betragtede og med hensyn til det islandske sprogs behandling; dette var præget af en sådan renhed og finhed, en blanding af det bedste i det klassiske sprog og det islandske nutidstalesprog, at oversættelsen vanskeligt vil blive overtruffet.
En poetisk oversættelse af Odysseen i oldnordisk versemål, udkom i København 1854 (i fornyrðislag).
Egilssons videnskabelige virksomhed bestod for det første i, at han deltog i udgivelsen af forskellige oldislandske værker: Sturlungasaga er allerede nævnt, desuden den store udgivelse af Snorres Edda, som udkom i et bind i 1848; til dette værk leverede han forklaring af versene og en oversættelse på latin, lige som han for Oldskriftsselskabet på latin oversatte alle de norske kongesagaer m.m., der blev udgivne i 11 bind (Fornmannasögur); titlen på den latinske oversættelse er Scripta historica Islandorum; han forklarede her blandt andet alle de forekommende skjaldevers, og dette blev Egilssons videnskabelige specialitet: tolkningen af de gamle skjaldes kvad.

## Lexicon poeticum ant. linguæ Septentrionalis
Han udgav forskellige (særlig religiøse) digte med forklaring og udarbejdede sammenhængende fortolkning af flere sagaers vers, som dog kun delvis blev trykt, men han havde tidlig fattet den tanke at samle til en ordbog over det gamle poetiske sprog; dette førte til udarbejdelsen af det epokegørende arbejde: Lexicon poeticum ant. linguæ Septentrionalis, der udkom 1854-60. Dette arbejde var, når der henses til, at forfatteren levede på Island, fjernt fra de gamle håndskrifter, og til, at de da forhåndenværende udgivelser lod meget tilbage at ønske i nøjagtighed, ja delvis var ligefrem ubrugelige, vidunderligt. Hvad enten man tager den grundighed i behandlingen, flid og energi i udførelsen eller - og ikke mindst - den gennemtrængende skarpsindighed og fine smag i fortolkningerne i betragtning, er ordbogen et virkeligt mesterværk. Hans storhed som ordbogsforfatter viser sig ikke mindst ved at betragte de eksisterende forarbejder, hvoraf de fleste bærer præg af mangel på kritik og smag. Hans kritik og metode var strengt videnskabelig i moderne forstand; hans evne til at trænge ind i skjaldens ånd i høj grad udviklet; i så henseende er han nok kun overgået af professor Konráð Gíslason.
Egilsson oversatte desuden på ny flere af Bibelens bøger.

## Digter
Han optrådte endelig som digter, og der findes en trykt digtsamling, "Ljóðmæli" fra 1856; denne udmærker sig ikke ved nogen særlig digterevne, men vel ved de smukke tanker, der fremtræder deri, og som gør forfatteren al mulig ære som et nobelt menneske, og frem for alt ved det smukke sprog og en vis poetisk finfølelse og dannelse.
Egilsson digtede også på latin; også her viste han sig som den dygtige sprogmand og tekniker.

## Familie
Af hans børn kan særlig nævnes digteren Benedikt Grøndal den Yngre.